# Temporada 1977-78 de los New Jersey Nets
La temporada 1977-78 fue la segunda de los New Jersey Nets en la NBA, tras la fusión de la liga con la ABA, donde había jugado nueve temporadas, y la primera en su nueva ubicación en Nueva Jersey. La temporada regular acabó con 24 victorias y 58 derrotas, ocupando el undécimo y último puesto de la conferencia Este, no logrando clasificarse para los playoffs.

## Elecciones en elDraft
| Ronda | Puesto | Jugador          | Posición | Nacionalidad   | Universidad |
| ----- | ------ | ---------------- | -------- | -------------- | ----------- |
| 1     | 7      | Bernard King     | Alero    | Estados Unidos | Tennessee   |
| 6     | 111    | Mark Crow        | Alero    | Estados Unidos | Duke        |
| 8     | 152    | Ralph Drollinger | Pívot    | Estados Unidos | UCLA        |

## Temporada regular
| División Central     | División Central | División Central | División Central | División Central | División Central | División Central | División Central | División Central |
| Equipo               | G                | P                | %                | PD               | Casa             | Fuera            | Div              |                  |
| -------------------- | ---------------- | ---------------- | ---------------- | ---------------- | ---------------- | ---------------- | ---------------- | ---------------- |
| y-Philadelphia 76ers | 55               | 27               | .671             | –                | 37–4             | 18–23            | 14–2             |                  |
| x-New York Knicks    | 43               | 39               | .524             | 12               | 29–12            | 14–27            | 7–9              |                  |
| Boston Celtics       | 32               | 50               | .390             | 23               | 24–17            | 8–33             | 8–8              |                  |
| Buffalo Braves       | 27               | 55               | .329             | 28               | 20–21            | 7–34             | 7–9              |                  |
| New Jersey Nets      | 24               | 58               | .293             | 31               | 18–23            | 6–35             | 4–12             |                  |

## Estadísticas
| Rk | Jugador             | Edad | P  | PT | MP   | TC   | TCI  | %TC  | TL  | TLI | %TL  | RO  | RD  | RT  | AS   | RB  | TAP | BP  | FP  | PTS  |
| -- | ------------------- | ---- | -- | -- | ---- | ---- | ---- | ---- | --- | --- | ---- | --- | --- | --- | ---- | --- | --- | --- | --- | ---- |
| 1  | Bernard King        | 21   | 79 |    | 39.1 | 10.1 | 21.1 | .479 | 4.0 | 5.8 | .677 | 3.4 | 6.2 | 9.5 | 2.4  | 1.5 | 0.5 | 3.9 | 3.8 | 24.2 |
| 2  | John Williamson     | 26   | 33 |    | 38.8 | 11.8 | 25.9 | .454 | 6.0 | 7.0 | .857 | 1.0 | 2.3 | 3.2 | 2.5  | 1.4 | 0.3 | 3.1 | 3.2 | 29.5 |
| 3  | Kevin Porter        | 27   | 74 |    | 36.3 | 6.5  | 13.8 | .470 | 3.2 | 4.1 | .765 | 0.6 | 2.0 | 2.7 | 10.8 | 1.6 | 0.2 | 4.7 | 3.6 | 16.2 |
| 4  | Al Skinner          | 25   | 8  |    | 34.6 | 5.1  | 12.6 | .406 | 4.9 | 5.5 | .886 | 1.8 | 4.8 | 6.5 | 4.1  | 1.6 | 0.6 | 3.6 | 4.3 | 15.1 |
| 5  | George Johnson      | 29   | 81 |    | 29.8 | 3.5  | 8.9  | .395 | 1.6 | 2.3 | .719 | 3.0 | 6.6 | 9.6 | 1.4  | 1.0 | 3.4 | 2.7 | 4.2 | 8.7  |
| 6  | Bob Carrington      | 24   | 37 |    | 27.9 | 4.2  | 10.6 | .401 | 1.9 | 2.6 | .742 | 1.1 | 1.9 | 3.0 | 1.5  | 1.2 | 0.3 | 1.8 | 3.6 | 10.4 |
| 7  | Darnell Hillman     | 28   | 45 |    | 27.1 | 5.2  | 11.1 | .471 | 2.6 | 4.6 | .576 | 2.8 | 4.7 | 7.5 | 1.1  | 1.1 | 1.0 | 2.4 | 3.6 | 13.1 |
| 8  | Bubbles Hawkins     | 23   | 15 |    | 22.9 | 4.6  | 10.0 | .460 | 1.7 | 1.9 | .862 | 1.4 | 1.9 | 3.3 | 2.5  | 1.5 | 0.9 | 2.9 | 3.4 | 10.9 |
| 9  | Tim Bassett         | 26   | 65 |    | 22.7 | 2.3  | 5.9  | .388 | 0.8 | 1.5 | .515 | 2.2 | 4.0 | 6.2 | 1.0  | 1.0 | 0.5 | 1.2 | 2.8 | 5.4  |
| 10 | Howard Porter       | 29   | 55 |    | 22.1 | 5.3  | 10.8 | .495 | 2.2 | 2.7 | .811 | 1.7 | 3.0 | 4.8 | 0.7  | 0.5 | 0.6 | 0.9 | 2.2 | 12.8 |
| 11 | Wilson Washington   | 22   | 24 |    | 21.8 | 3.8  | 7.8  | .492 | 1.1 | 2.0 | .553 | 2.0 | 3.9 | 5.9 | 0.4  | 0.7 | 1.5 | 2.2 | 3.0 | 8.8  |
| 12 | Jan van Breda Kolff | 26   | 68 |    | 20.9 | 1.6  | 4.3  | .366 | 1.3 | 1.8 | .707 | 1.0 | 2.6 | 3.6 | 1.5  | 0.8 | 0.7 | 1.1 | 2.8 | 4.4  |
| 13 | Eddie Jordan        | 23   | 51 |    | 20.4 | 3.8  | 9.5  | .407 | 2.3 | 3.0 | .788 | 0.6 | 1.5 | 2.1 | 2.8  | 2.2 | 0.4 | 1.8 | 1.6 | 10.0 |
| 14 | Bird Averitt        | 25   | 21 |    | 19.5 | 3.3  | 9.0  | .367 | 1.7 | 2.1 | .800 | 0.3 | 1.2 | 1.6 | 3.2  | 0.8 | 0.0 | 2.6 | 1.8 | 8.3  |
| 15 | Kim Hughes          | 25   | 56 |    | 15.3 | 1.0  | 2.9  | .356 | 0.2 | 0.5 | .310 | 1.7 | 2.6 | 4.3 | 0.7  | 0.9 | 0.9 | 1.0 | 2.9 | 2.2  |
| 16 | Louie Nelson        | 26   | 25 |    | 14.1 | 3.3  | 7.9  | .416 | 1.9 | 2.9 | .658 | 0.5 | 1.5 | 2.0 | 1.2  | 0.8 | 0.2 | 1.6 | 1.1 | 8.5  |
| 17 | Dave Wohl           | 28   | 10 |    | 11.8 | 1.2  | 3.4  | .353 | 1.1 | 1.2 | .917 | 0.1 | 0.3 | 0.4 | 1.3  | 0.3 | 0.0 | 1.6 | 2.4 | 3.5  |
| 18 | Mark Crow           | 23   | 15 |    | 10.3 | 2.3  | 5.3  | .438 | 0.9 | 1.3 | .700 | 0.9 | 0.9 | 1.8 | 0.5  | 0.3 | 0.1 | 0.8 | 1.6 | 5.6  |

## Galardones y récords
| Jugador      | Galardón                            |
| Bernard King | Mejor quinteto de rookies de la NBA |